# Lepidoperca filamenta
Lepidoperca filamenta är en fiskart som beskrevs av Roberts, 1987. Lepidoperca filamenta ingår i släktet Lepidoperca och familjen havsabborrfiskar. IUCN kategoriserar arten globalt som livskraftig. Inga underarter finns listade i Catalogue of Life.